# عين حلوان
عين حلوان هي إحدى ضواحي حي حلوان، التابع لجنوب القاهرة، بمحافظة القاهرة، في مصر.

## تاريخ
عرفت عين حلوان  في عصر المصريين القدماء فقد ذكرت في حجر رشيد باللغة الهيروغليفية باسم "عين-آن" حيث اعتبرها المصريين القدماء نوعاً من الأعمال الخيرية الإلهية، وزاد الأهتمام بهذه العيون في عصر الخليفة عبد العزيز بن مروان حيث أجتاح مدينة الفسطاط مرض الطاعون في عام 690م فأرسل الخليفة كشافين لكي يكتشفوا مكان صحي لإقامته، فتوقفوا في حلوان وفيها أسس حكومته وأقام ثكنات للجنود ونقل الدواوين إليها، ثم اندثرت بعد ذلك لتظهر في عهد الخديوي عباس الأول.وتقع على مستوى حوالي 33 متر فوق مستوى مجرى نهر النيل. وتنتج بعض هذه العيون حوالي 400 متر مكعب من المياه خلال يوم كامل (24 ساعة). ومن أهم العيون المائية المعروفة في مصر عين حلوان، في المجمع السكني الجديد المسمى باسمها. ورغم التعديات التي تتم على العين من زمن والإهمال الذي ضربها، تصر وزارة التربية والتعليم أن تدرس للنشء أن عين حلوان العيون الكبريتية بجانب مترو عين حلوان، من المعالم السياحية المشهورة في نطاق القاهرة الكبرى، حيث تتدفق المياه الكبريتية من جوف الأرض، وتستخدم هذه المياه في علاج العديد من الأمراض خاصة الجلدية. وقد كانت المنطقة حول العين مسكونة بإنسان العصور الحجرية (إنسان ما قبل التاريخ) كما تذكر ذلك المراجع العلمية. ولا يعرف إن كانت المنطقة قد سكنت إبان العصور الفرعونية أو العصور التي تلتها أم لا، إذ لم يتم عمل دراسات أثرية متعمقة على المنطقة. لكن المنطقة كانت من أهم المناطق السياحية في الماضي.

## أهم المعالم

### عين حلوان المعدنية
من أشهر العيون المائية في مصر، ففي شهر مارس سنة 1939م عندما كان عمال يقومون بقطع خندق في ربوة بالجهة الشمالية من حلوان وعلى بعد كيلومتر تقريبا لعمل تحويلة لخط السكة الحديد تتجه إلى مخازن القطارات إذا بهم يتفاجأون بتفجر الماء من الأرض، وأخذ الماء يتدفق بغزارة وقد ظن في بادئ الأمر أن هذه الظاهرة لن تدوم طويلا ولكن ظلت هذه المياه تتدفق عدة أيام بدون انقطاع فأخذت الجهات المختصة تترقب الحالة وقامت في نوفمبر من نفس العام بتوجيه معامل وزارة الصحة بالتعاون مع مصلحة المناجم للوقوف على العناصر التي يتألف منها ماء هذا النبع فأجريت بحوث أولية وكانت النتائج مبشرة.
تم تكليف الدكتور باسيلي فرج وهو أخصائي في تحليل المياه وخبير في معاهد مياه الاستشفاء بأوروبا بتحليل المياه فقدرت كمية المياه المتدفقة من العين بعشرين متر مكعب في الساعة ويرتفع النبع عن سطح البحر بمقدار 45 مترا، وأظهرت التجارب أن مياه هذا النبع نقية وغير ملوثة بمياه الرشح وأنها من نوع المياه المعدنية التي يتوفر فيها عناصر الراديوم وملح الطعام وكبريتات الكلسيوم وكلورو المغنسيوم مع كميات متوسطة من سلفات المغنسيوم وبيكربونات الكلسيوم إلى جانب مقدار طفيف من الحديد والكلور وآثار من اليود والزرنيخ، وهى مياه صالحة لعلاج الكبد والأمعاء وضعاف البنية والمصابين بلين العظام ولها أثر مفيد في أضرار الصفراء لكن يفضل شرب المياه من الينبوع رأسا تحقيقا للفائدة حيث لا تحتفظ بمزاياها لوقت طويل عند تعرضها للجو الخارجي.
ونظرا لما للأستاذ فؤاد عبد الملك من خبرة خاصة في هذا الباب اكتسبها من ممارسته الطويلة في أوروبا لمثل هذه الأعمال وافقت مصلحة الأملاك على أن تؤجر له قطعتي أرض إحداهما لإقامة كازينو ومدينة ساحرة والثانية لعمل بركة للسباحة والتجديف تقام حولها الملاهي البريئة والألعاب الرياضية وأسباب التسلية.
بالإضافة إلى تمهيد طريق للسيارات يتصل بطريق حلوان القاهرة الرئيسي وغرس الأشجار على جوانبها وتيسير الإضاءة، وكذلك إنشاء محطة للقطار أمام العين الجديدة من نوع "هلت".
«هلت: أي محطة صغيرة تتوقف القطارات فقط عند الإشارة إليها أو عندما يبلغ الركاب الطاقم بأنهم يرغبون في النزول». وتكون بذلك العين الثانية المكتشفة بعد عين حلوان الحمامات.

### جامعة حلوان
انتقالًا للتاريخ الحديث، تم إنشاء جامعة من أكبر الجامعات المصرية في حلوان، وهي جامعة حلوان، التي بُنيت عام 1975 في عين حلوان ويقع الحرم الجامعي أمام مترو الجامعة.

### المواصلات
يقع بعين حلوان مترو عين حلوان ومترو جامعة حلوان وموقف يخدم الأقاليم.

## أنظر أيضًا
- حلوان
- جامعة حلوان
- كبريتاج حلوان